# Matějovice (Dešenice)
Matějovice jsou malá vesnice, část městyse Dešenice v okrese Klatovy v Plzeňském kraji. Nachází se asi 1,5 kilometru jižně od Dešenic. V roce 2011 zde trvale nikdo nežil.
Matějovice leží v katastrálním území Matějovice u Dešenic o rozloze 2,83 km².

## Historie
První písemná zmínka o vesnici pochází z roku 1379.

## Obyvatelstvo
Při sčítání lidu v roce 1921 zde ve 23 domech žilo 126 obyvatel (z toho 69 mužů), z nichž byli dva Čechoslováci a 124 Němců. Všichni se hlásili k římskokatolické církvi. Podle sčítání lidu z roku 1930 měla vesnice 105 obyvatel: jednoho Čechoslováka a 104 Němců. I tentokrát všichni byli římskými katolíky.
| Rok            | 1869 | 1880 | 1890 | 1900 | 1910 | 1921 | 1930 | 1950 | 1961 | 1970 | 1980 | 1991 | 2001 | 2011 | 2021 |
| -------------- | ---- | ---- | ---- | ---- | ---- | ---- | ---- | ---- | ---- | ---- | ---- | ---- | ---- | ---- | ---- |
| Počet obyvatel | 158  | 140  | 131  | 123  | 144  | 136  | 108  | 39   | 11   | 11   | 9    | 5    | 2    | 0    | 0    |
| Počet domů     | 25   | 30   | 27   | 26   | 25   | 25   | 25   | 14   | 14   | 3    | 3    | 2    | 3    | 3    | 3    |

## Obecní správa
Při sčítání lidu v letech 1850–1929 Matějovice byly osadou městyse Dešenice v okrese Klatovy. V letech 1930–1949 byly samostatnou obcí v okrese Klatovy. Od roku 1950 jsou opět částí městyse Dešenice v okrese Klatovy.

## Pamětihodnosti
- Kaple Panny Marie